# Puente Doménico Parma
El puente Doménico Parma es un puente de Colombia que cruza el río Chinchiná cerca del municipio del mismo nombre. Este puente hace parte de la carretera Pereira-Manizales, hoy parte de la Autopista del Café. El puente es único en su tipo, por ser un puente colgante de una sola torre.  Ha sido uno de los puentes más premiados en la ingeniería de Colombia. Este puente se convirtió en un récord por su economía, debido al empleo de materiales nacionales y a que la solución en concreto postensado para la viga de rigidez, permitió costos muy inferiores a los tradicionales para luces entre 100 y 250 m en estructura metálica.

## Historia
El Puente sobre el río Chinchiná (como originalmente se llamó) es la última obra del ingeniero que puso a prueba sus dotes de arquitecto Doménico Parma. El puente es construido a raíz de la erupción del Volcán Nevado del Ruiz en 1985, que destruyera todos los puentes sobre los ríos Ríoclaro y Chinchiná. Hoy el puente lleva su nombre del ingeniero. Después de la erupción del volcán Nevado del Ruiz, la ciudad de Manizales quedó incomunicada con el sur oriente del país. El puente Doménico Parma fue de vital importancia para conectar esta ciudad.

## Sistema estructural
Se trata de un puente colgante con estructura de concreto suspendida en dos claros de 125 metros cada uno, con una sola torre central, de concreto armado, 65 m de altura. Una viga de rigidez de concreto postensado  conforma una calzada continua de 250 metros de largo por 9 metros de ancho, apoyada simplemente en cada uno de los estribos, empotrada en la pila central y suspendida de las péndolas (pendolones) del puente. Los cables estaban formados por 112 torones de1/2 pulgada de acero de alta resistencia, comúnmente usados en el concreto preesforzado en el país.

## Premios
- Premio Nacional de Ingeniería 1990 otorgado por la Sociedad Colombiana de Ingenieros[2]
- "Premio a la excelencia", categoría Obras Civiles otorgado en 1990 en la Reunión del Concreto en Cartagena por la Asociación Colombiana de Productores de Concreto (ASOCRETO).